# Dänische Badmintonmeisterschaft 2000
Die Dänische Badmintonmeisterschaft 2000 fand in Højbjerg statt. Es war die 70. Austragung der nationalen Titelkämpfe im Badminton in Dänemark.

## Titelträger
| Disziplin    | Sieger                                                        |
| ------------ | ------------------------------------------------------------- |
| Herreneinzel | Peter Gade, Gentofte BK                                       |
| Dameneinzel  | Camilla Martin, Gentofte BK                                   |
| Herrendoppel | Jim Laugesen, Gentofte BK Michael Søgaard, Kastrup-Magleby BK |
| Damendoppel  | Helene Kirkegaard, Lillerød Rikke Olsen, Kastrup-Magleby BK   |
| Mixed        | Michael Søgaard Rikke Olsen, Kastrup-Magleby BK               |